# Leonard Percival Howell
Pour les articles homonymes, voir Leonard Howell et Howell.
Leonard Percival Howell, né le 16 juin 1898 à Red Bull, dans la Paroisse de Clarendon en Jamaïque, mort le 12 février 1981 à Kingston, est l'un des fondateurs du mouvement rastafari. Ses prêches, qui débutent en 1932, développent une vision afro-centriste, s'attaquent au clergé et font allégeance à l'empereur d'Éthiopie, Hailé Selassié. Après avoir été emprisonné, interné et persécuté par le pouvoir colonial britannique, il fonde en 1940, à Sligoville, le Pinnacle, la première des communautés rastafari qui rassemblera jusqu'à plusieurs milliers d'adeptes avant sa destruction par la police en 1954. Tombé dans l'anonymat à la suite de la vente des terres de la communauté en 1957, sa place dans l'histoire du mouvement rasta fut longtemps ignorée.

## Un prêcheur
Marin ayant parcouru le monde, il établit sa propre synthèse des grands courants de pensée qui agitent le monde d'alors (psychanalyse, marxisme, gandhisme, etc.).
Grand ami de Marcus Garvey, apôtre du Retour à l'Afrique (mouvement Back to Africa / Exodus), qu'il a rencontré à New York, il s'en sépare dès le début de ses prêches religieux, leurs deux mouvements divergeant fondamentalement sur la place de la religion dans la vie politique. Revenu en Jamaïque en 1932, il commence à prêcher en 1933 après le sacre de l'empereur Hailé Sellassié Ier, en vendant des photos de cet empereur qu'il affirme être « des passeports pour l'Éthiopie ».
Il affirme que cet empereur serait le Messie revenu sur terre pour sauver les Noirs, et que ceux-ci doivent retourner en Afrique, la terre des ancêtres. Il se fonde sur une prédiction du Révérend James Morris Webb, souvent attribuée à Marcus Garvey datant de 1924 et publiée dans le Daily Gleaner : « Regardez vers l'Afrique, où un roi noir sera couronné, car le jour de la délivrance est proche ». De plus, Hailé Sellassié, premier monarque noir d'un pays africain siégeant à la Société des Nations, porte les titres de « Roi des Rois, Seigneur des Seigneurs, Lumière du Monde, Lion conquérant de la tribu de Juda », que la Bible attribue au Christ revenu sur terre (1° Timothée 6:15, Apocalypse).

## Un précurseur
Il est arrêté pour la première fois en décembre 1933 à Seaforth, ses prêches prônant la soumission à l'empereur d'Éthiopie et non plus au Roi d'Angleterre. Il sera relâché en 1936. En 1940, il fonde la première communauté rasta, celle du Pinnacle, dans les montagnes de St-Andrews. Cette communauté, qui a pu atteindre jusqu'à 600 membres, vit dans une relative autarcie agraire, fondée sur le commerce de la marijuana, bien que devenu illégal en 1913. Elle revendique une indépendance spirituelle et matérielle (alors que la Jamaïque est encore sous la domination anglaise) préfigurant l'alter-mondialisme[réf. souhaitée]. Mais son camp fut rasé deux fois par la police, en 1941 et en 1954, et les rastas affluèrent dès lors vers Kingston. Dans le même temps, d'autres regroupements étaient nés sur l'île et ailleurs dans le monde.
Leonard Percival Howell, éprouvé après de nombreuses incarcérations, des séjours forcés en hôpital psychiatrique, puis une vie d'ermite (dans une grotte), finit ses jours le 12 février 1981 à l'hôtel Sheraton de Kingston.
Surnommé « the Gong » ou encore « Gangunguru » par ses adeptes, il est considéré par les rastas comme une sorte de prophète, à l'image de Marcus Garvey. Auteur de The Promised Key (en), écrit en 1935 alors qu'il était emprisonné, il a influencé de façon prépondérante le mouvement rastafarien, popularisé dans le monde par Bob Marley sans en tirer profit, ni sans pour autant imposer une ligne politique directrice.

## Œuvres
- Sous le pseudonyme de (en) G. G. Maragh, The Promised Key, Accra, The African Morning Post, 1935
- Leonard Percival Howell, Rules of the Ethiopian Salvation Society, friendly and benevolent society, Kingston, 1939

### Films
- Hélène Lee, Le Premier Rasta, sorti en salle en avril 2011, et diffusé à la télévision (BBC, France Ô).